# HMS Botha
HMS Botha, później Almirante Williams – brytyjski niszczyciel z okresu I wojny światowej. Pierwotnie okręt został zamówiony w Wielkiej Brytanii przez rząd Chile jako jedna z sześciu jednostek typu Almirante Lynch i zwodowany 2 grudnia 1914 roku jako „Almirante Williams Rebolledo” w stoczni J. Samuel White w Cowes. W trakcie wyposażania jednostka została zarekwirowana i zakupiona przez Wielką Brytanię, wchodząc w skład Royal Navy w marcu 1915 roku, już jako HMS „Botha”. Po zakończeniu działań wojennych niszczyciel został odsprzedany pierwotnemu zamawiającemu i w maju 1920 roku wszedł do służby w Armada de Chile pod nazwą „Almirante Williams” (według innych źródeł „Almirante Riveros”). Jednostka została skreślona z listy floty w 1933 roku.

## Projekt i budowa
Niszczyciele typu Almirante Lynch zostały zamówione przez rząd Chile w Wielkiej Brytanii na początku 1911 roku . W momencie budowy okręty te należały do największych i najsilniej uzbrojonych jednostek tej klasy na świecie . Z zamówionych sześciu niszczycieli tylko dwa zostały ukończone do wybuchu I wojny światowej i odebrane przez Armada de Chile; pozostałe cztery zostały zarekwirowane przez rząd brytyjski i wcielone do Royal Navy jako „Faulknor”, „Broke”, „Botha” i „Tipperary” . Przejęte przez Brytyjczyków niszczyciele zostały lekko zmodyfikowane w stosunku do pierwowzoru: zamontowano na nich wyrzutnie torpedowe o kalibrze 533 mm i pojedyncze działko przeciwlotnicze kal. 40 mm (zamiast dwóch karabinów maszynowych kal. 7,7 mm), a większa masa zainstalowanego uzbrojenia spowodowała wzrost wyporności okrętów .
Przyszły HMS „Botha” zbudowany został podobnie jak okręty bliźniacze w stoczni J. Samuel White w Cowes. Stępkę okrętu położono w czerwcu 1912 roku, a zwodowany został 2 grudnia 1914 roku . Początkowo miał nosić nazwę „Almirante Williams Rebolledo”, upamiętniająca admirała Juana Williamsa.

## Dane taktyczno-techniczne
Okręt był dużym niszczycielem o długości całkowitej 100,8 metra (97,5 metra między pionami), szerokości 9,91 metra i zanurzeniu 3,53 metra . Wyporność normalna wynosiła 1610 ton, a pełna 2000 ton . Siłownię okrętu stanowiły trzy zestawy turbin parowych systemu Parsonsa o łącznej mocy 30 000 KM, do których parę dostarczało sześć kotłów White-Forster . Prędkość maksymalna napędzanego trzema śrubami okrętu wynosiła 31 węzłów . Okręt zabierał zapas 433 ton węgla i 83 tony paliwa płynnego, co zapewniało zasięg wynoszący 2750 Mm przy prędkości 15 węzłów . 
Na uzbrojenie artyleryjskie okrętu składało się sześć pojedynczych dział kalibru 102 mm (4 cale) Armstrong L/40, pojedyncze działko przeciwlotnicze Vickers kal. 40 mm Mark II L/39 i dwa pojedyncze karabiny maszynowe kal. 7,7 mm L/94 . Broń torpedową stanowiły dwa podwójne aparaty kal. 533 mm (21 cali) .
Załoga okrętu składała się z 197 oficerów, podoficerów i marynarzy .

## Służba

### Royal Navy
Będący w trakcie budowy niszczyciel został wkrótce po wybuchu wojny we wrześniu 1914 roku zakupiony przez rząd brytyjski i przemianowany na HMS „Botha”. Po wodowaniu i ukończeniu według brytyjskich standardów, wszedł do służby w Royal Navy 30 marca 1915 roku. Jednostka z racji wielkości była klasyfikowana jako przewodnik flotylli . Podczas służby w brytyjskiej marynarce okręt nosił numery taktyczne H5C, G60, F61, F50 i D80 . HMS „Botha” początkowo został drugim przewodnikiem 1. Flotylli Niszczycieli (obok okrętu flagowego w postaci krążownika lekkiego), przewodzącym półflotylli, zastępując tam bliźniaczego „Faulknora”. W przeciwieństwie do okrętów bliźniaczych, nie wziął udziału w bitwie jutlandzkiej na przełomie maja i czerwca 1916 roku, znajdując się w remoncie.
6 czerwca 1917 roku niszczyciel wziął udział w porannym ostrzale Ostendy (wraz z monitorami „Erebus” i „Terror” oraz niszczycielami „Faulknor”, „Lochinvar”, „Lance”, „Manly”, „Mentor”, „Moorsom” i „Miranda”), w wyniku którego zniszczono urządzenia portowe oraz zatopiono trzy i uszkodzono trzy jednostki pływające.
21 marca 1918 roku okręt uczestniczył w odparciu ataku niemieckich niszczycieli i torpedowców na Dunkierkę. Większości napastników udało się ujść pościgowi stacjonujących w porcie niszczycieli (oprócz HMS „Botha” były to: brytyjski HMS „Morris” oraz francuskie „Bouclier”, „Obusier”, „Magon” i „Capitaine Mehl”), lecz „Botha” zatopił po ostrzelaniu i staranowaniu torpedowiec SMS A 19, a „Bouclier” i „Capitaine Mehl” zatopiły A 7 . Podczas akcji „Botha” został przypadkowo storpedowany i staranowany przez „Capitaine Mehl”, który wziął brytyjski okręt za jednostkę wroga .
W 1919 roku okręt poddano modernizacji: zdemontowano cztery pojedyncze działa kal. 102 mm, instalując w zamian dwie armaty kal. 120 mm BL Mk I L/45 .

### Armada de Chile
W 1920 roku niszczyciel został odsprzedany Chile i w maju tego roku wszedł do służby w marynarce tego kraju pod nazwą „Almirante Williams” . Według jednak A. Daszjana, fotografie wskazują, że zachodzi omyłka co do przyporządkowania okrętów i HMS „Botha” w rzeczywistości przemianowano na „Almirante Riveros”. Uzbrojenie okrętu podczas służby w Armada de Chile przedstawiało się następująco: dwa pojedyncze działa kal. 120 mm BL Mk I L/45, dwa pojedyncze działa kal. 102 mm QF Mk VI L/45, dwa pojedyncze działka przeciwlotnicze Vickers kal. 40 mm Mark II L/39 i dwie podwójne wyrzutnie torped kal. 533 mm; liczebność załogi wzrosła do 205 osób . Jednostka została skreślona z listy floty z powodu znacznego zużycia w 1933 roku .